# North American XB-21
Le North American XB-21, également connu par sa désignation constructeur NA-21, et quelquefois appelé « Dragon », est un prototype de bombardier bimoteur développé par North American Aviation à la fin des années 1930, en vue d'une expertise par l'United States Army Air Corps. Évalué par rapport au Douglas B-18 Bolo, il se trouve être beaucoup plus cher que l'avion rival, et malgré la commande de quelques exemplaires à titre d'essai, seul un prototype est construit.

## Conception et développement
L'histoire du XB-21 commence en 1934, lorsque l'United States Army Air Corps annonce son intention d'obtenir un nouveau bombardier pour remplacer le Martin B-10 qui vient d'entrer en service mais qui est déjà techniquement dépassé. Le 28 septembre 1934, l'USAAC émet la circulaire no 35-26 à destination des avionneurs Boeing, Glenn L. Martin Company et Douglas Aircraft Company pour un bombardier lourd. Boeing répond avec le Model 299, Martin propose son Model 146 qui deviendra le XB-16 et Douglas apporte sa contribution avec un dérivé de son DB-1, le B-18. À la suite de l'émission d'une deuxième circulaire (no 36-528), North American lance la construction sur fonds propres d'un bombardier destiné à entrer en concurrence avec la proposition de Douglas. L'avion reçoit la désignation XB-21.
La construction du prototype NA-21, premier bimoteur militaire de North American Aviation, commence au début de 1936 dans les usines de l'avionneur, à Inglewood en Californie,.

## Descriptif technique
Le NA-21 est un monoplan à ailes médianes, de construction entièrement métallique, propulsé par deux moteurs en étoile Pratt & Whitney R-2180-A Twin Hornet auxquels des turbocompresseurs améliorent les performances à haute altitude.
Dirigé par un équipage de six à huit membres, l'XB-21 présente un armement défensif remarquablement puissant pour l'époque, constitué de jusqu'à cinq mitrailleuses Browning 1919 de calibre 7,62 mm prévues pour être intégrées dans des tourelles de nez et dorsale mues hydrauliquement, auxquelles s'ajoutent des armes à fonctionnement manuel installées en position latérale et ventrale. La contenance de la soute interne est de plus de 4 500 kg de bombes, dont 1 tonne est transportable sur une distance de 3 100 km.

## Essais et évaluation
Le premier vol a lieu le 22 décembre 1936 à Mines Field, au cours duquel sont mis en évidence des problèmes mineurs qui imposent quelques modifications, à la suite desquelles l'appareil est redésigné NA-39. Accepté par l'United States Army Air Corps comme XB-21, il reçoit le numéro d'identification 38-485. Au début de l'année suivante, il est évalué dans le cadre d'une compétition avec le projet concurrent de Douglas Aircraft, une version améliorée, et très réussie, du B-18 Bolo.
Durant les essais en vol, les tourelles se révèlent gênantes, leurs moteurs manquent de puissance et le vent s'engouffre par les ouvertures de tir. En conséquence, on carène la tourelle de nez, et la tourelle dorsale est tout simplement retirée.
Les qualités de l'XB-21 sont jugées supérieures à celles de son concurrent, mais le prix fait la différence, et c'est le B-18 modifié qui l'emporte. En effet, Douglas propose son appareil à 64 000 dollars, alors que la North American estime le sien à près du double (122 000 dollars). Une commande est passée pour cent soixante-dix-sept des appareils de Douglas, qui reçoivent la désignation B-18A.
Convaincu par les performances de l'XB-21, l'Army Air Corps commande pourtant cinq appareils de préproduction sous le label YB-21. Mais ce contrat est annulé peu de temps après son attribution, aucun YB-21 ne voit le jour et l'XB-21 38-485 reste l'unique exemplaire d'un modèle d'avion jamais construit. La North American Aviation, l'utilisera comme avion de recherche jusqu'à son retrait du service.

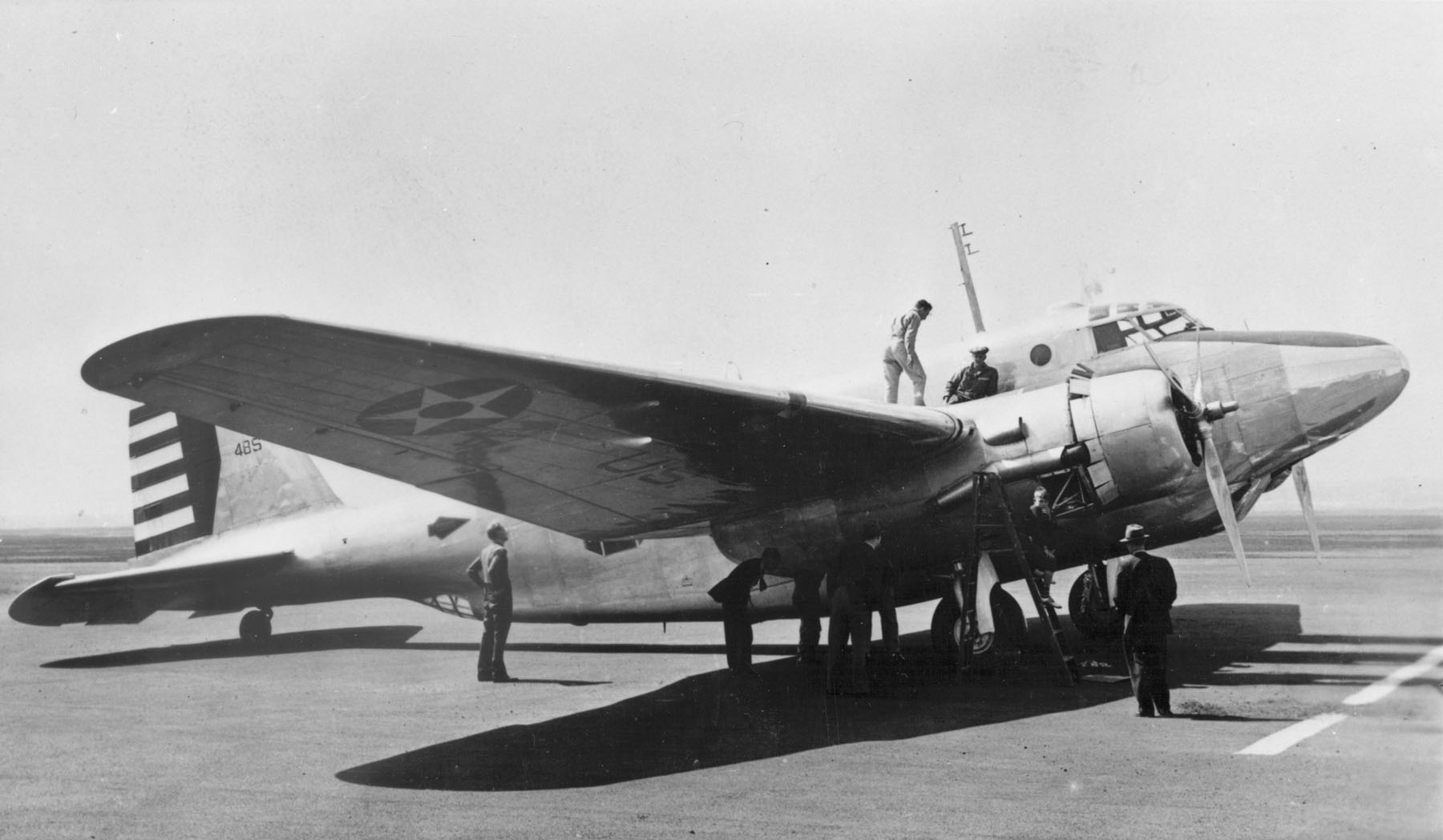
Le prototype XB-21 avec le nez tôlé.

## Héritage
Bien que la North American Aviation n'ait pas obtenu de commande pour l'XB-21, cet avion est le premier de la longue série de ses bombardiers moyens et il lui apporte une expérience et des connaissances qui vont lui servir à concevoir le North American NA-40 à train d'atterrissage tricycle qui, développé sous la forme du B-25 Mitchell, sera l'un des bombardiers moyens classiques des United States Army Air Forces lors de la Seconde Guerre mondiale.